# Edgar Naujok
Edgar Naujok (* 25. Juni 1960 in Ludwigshafen-Oggersheim) ist ein deutscher Politiker (AfD). Er ist seit Oktober 2021 Mitglied des Bundestages.

## Leben und beruflicher Werdegang
Naujok erlangte 1975 seinen Hauptschulabschluss und absolvierte im Anschluss bis 1977 eine Lehre als Kfz-Mechaniker. Ab 1977 diente er vier Jahre lang in der Fallschirmjägertruppe der Bundeswehr bei der Luftlandebrigade 26 in Lebach sowie der Luftlandebrigade 25 in Nagold, später Calw. Im Anschluss arbeitete er bis 1987 beim Army & Air Force Exchange Service und der US-Army in München. Danach absolvierte Naujok von 1987 bis 1988 die Berufsausbildung zum Datenverarbeitungskaufmann, ebenfalls in München.
Naujok hat Vorfahren aus Ostpreußen, die zum Ende des Zweiten Weltkriegs nach Altenburg flohen. Dort besuchte er 1988 seine Halbschwester und lernte dabei seine spätere Ehefrau kennen, die ihn im April 1989 heiratete und mit ihm im Mai von der DDR nach Westdeutschland ausreiste. Danach wollte er in Altenburg ein selbstständiges Gewerbe anmelden und beantragte dafür sogar die Staatsbürgerschaft der DDR, aber erfolglos – erst nach dem Mauerfall konnte er nach Altenburg ziehen und sich dort selbstständig machen. Aus der damaligen Ehe hat er eine Tochter. Seitdem war er Geschäftsführer einer GmbH für IT-Systemadministration in Leipzig-Grünau und bis 2021 unternehmerisch tätig.

## Politik
2009 war Naujok Gründungsmitglied und Präsident der kurzzeitig existierenden Kleinstpartei Demokratische Bürgerbewegung (D-BÜ).
2016 trat er in die AfD ein und ist Vorsitzender und Datenbeauftragter des Kreisverbands im Landkreis Leipzig.
Bei der Kommunalwahl 2019 konnte Naujok keinen Sitz im Stadtrat von Markranstädt gewinnen. Erst als 2021 zwei Stadträte aus der AfD austraten und den Stadtrat verließen, rückte er nach und ist seitdem Stadtrat. Bei den Kommunalwahlen 2024 erreichte er mit 3.011 Stimmen das beste Ergebnis aller Bewerber in Markranstädt und zog so erneut in den Stadtrat ein. Seit 2024 ist er ebenfalls Mitglied im Kreistag des Landkreises Leipzig.
Bei der Bundestagswahl 2021 wurde Naujok im Bundestagswahlkreis Leipzig-Land (Wahlkreis 154) als Direktkandidat gewählt. Er gewann mit 24,6 % der Erststimmen gegen Georg-Ludwig von Breitenbuch mit 24,4 %, der den Wahlkreis für die CDU verteidigen wollte. Er ist Mitglied im Ausschuss für wirtschaftliche Zusammenarbeit und Entwicklung und im Ausschuss für Digitales sowie stellvertretendes Mitglied im Sportausschuss. Weiterhin ist er stellvertretender Vorsitzender der deutsch-kanadischen Parlamentariergruppe.
Im April 2023 wurde Naujok von der AfD-Fraktion im Deutschen Bundestag für das Amt eines Stellvertreters der Bundestagspräsidentin vorgeschlagen; er wurde nicht gewählt.
Naujok kandidierte erfolglos bei der Landtagswahl in Sachsen 2024, er verlor im Wahlkreis Leipzig Land 1 gegen den Direktkandidaten der CDU, Georg-Ludwig von Breitenbuch.
Bei der von Bundeskanzler Olaf Scholz am 16. Dezember 2024 im Bundestag gestellten Vertrauensfrage, die zur Auflösung des 20. Deutschen Bundestags führte, sprach Naujok als einer von nur drei AfD-Abgeordneten dem Kanzler das Vertrauen aus.
Bei der Bundestagswahl 2025 verteidigte er das 2021 errungene Direktmandat im Wahlkreis Leipzig-Land mit 38,2 %.